# Milieu HAT
Pour les articles homonymes, voir HAT.
 (novembre 2022).
Si vous disposez d'ouvrages ou d'articles de référence ou si vous connaissez des sites web de qualité traitant du thème abordé ici, merci de compléter l'article en donnant les références utiles à sa vérifiabilité et en les liant à la section « Notes et références ».
Le milieu HAT pour Hypoxanthine Aminoptérine Thymidine est un milieu de culture sélectif pour des cellules de mammifères, basé sur l'aminoptérine, une drogue qui agit comme inhibiteur sur le métabolisme de l'acide folique en inhibant la dihydrofolate réductase, ainsi que l'hypoxanthine et la thymidine qui sont des intermédiaires dans la synthèse des bases puriques de l'ADN.

## Applications
Le milieu HAT est souvent utilisé pour la préparation d'anticorps monoclonaux. Des animaux de laboratoire (par exemple des souris) sont d'abord exposés à un antigène dont on veut isoler l'anticorps correspondant. Une fois que les splénocytes sont isolés du mammifère, les lymphocytes B sont fusionnées avec des HGPRT négative, des cellules de myélomes immortalisées avec du polyéthylène glycol ou le virus Sendaï. Les cellules fusionnées sont ensuite incubées dans le milieu HAT. L'aminoptérine bloquant la synthèse de novo de nucléotides (voie endogène) ce qui a pour conséquence de tuer les cellules de myélome qui n'ont pas fusionnées. Les lympthocytes B non fusionnées ayant une durée de vie plutôt courte, meurent aussi. Ainsi, seuls les hybridomes Lymphocyte B-cellule de myélome se développent. En effet HGRPT permet à ces cellules de synthétiser ces nucléotides par voie exogène. Le milieu d'incubation est ensuite dilué pour ne récupérer qu'une seule cellule qui produira l'anticorps choisi.
Cela à pour fonction de créer des anticorps spécifiques monoclonaux.